# Japan Open 1984
Die Japan Open 1984 im Badminton fanden vom 19. bis zum 22. Januar 1984 in Tokio statt. Das Preisgeld betrug 15 Millionen Yen.

## Finalergebnisse
| Disziplin    | Sieger                           | Finalist                         | Ergebnis           |
| ------------ | -------------------------------- | -------------------------------- | ------------------ |
| Herreneinzel | Morten Frost                     | Liem Swie King                   | 15-1, 18-15        |
| Dameneinzel  | Zheng Yuli                       | Qian Ping                        | 11-2, 7-11, 11-7   |
| Herrendoppel | Thomas Kihlström Stefan Karlsson | Martin Dew Steve Baddeley        | 15-6, 15-6         |
| Dameneinzel  | Karen Beckman Gillian Gilks      | Maria Fransisca Ruth Damayanti   | 13-15, 15-3, 15-12 |
| Mixed        | Martin Dew Gillian Gilks         | Thomas Kihlström Maria Bengtsson | 5-15, 15-3, 18-6   |